# Charles-Séraphin Rodier
Pour les articles homonymes, voir Rodier.
Charles-Séraphin Rodier (né le 4 octobre 1797 à Montréal - mort le 4 février 1876 à Montréal à l'âge de 78 ans) a été le maire de Montréal pendant 4 ans de 1858 à 1862 et membre du Conseil législatif du Québec.

## Biographie
Fils de Jean-Baptiste Rodier, forgeron, et de Julie-Catherine Le Jeune, Charles-Séraphin Rodier étudie au Collège de Montréal. Il fait d’abord carrière dans les affaires et le commerce où il fait fortune. 
Très tôt, il s’intéresse aux affaires municipales. Il fait partie des signataires de la pétition de 1831 demandant l’octroi d’une charte municipale à Montréal. Il est des premiers conseillers de la ville élus en 1833 et qui siégeront jusqu’en 1836. À l’élection de 1858, Charles-Séraphin Rodier est élu maire de Montréal, ce qu’il répétera aux élections suivantes de 1859, 1860 et 1861. 
Il parvient à améliorer la situation financière de la ville. On lui doit l’instauration d’un système de transport public en 1861. Sous son administration, il accueille en 1860 le Prince de Galles venu inaugurer le pont Victoria. Il intervient personnellement lors de la grande inondation d’avril 1861; il part en barque distribuer des vivres aux sinistrés.
Son neveu Charles-Séraphin Rodier devient plus tard sénateur canadien pour Mille Isles